# ادگار آندره

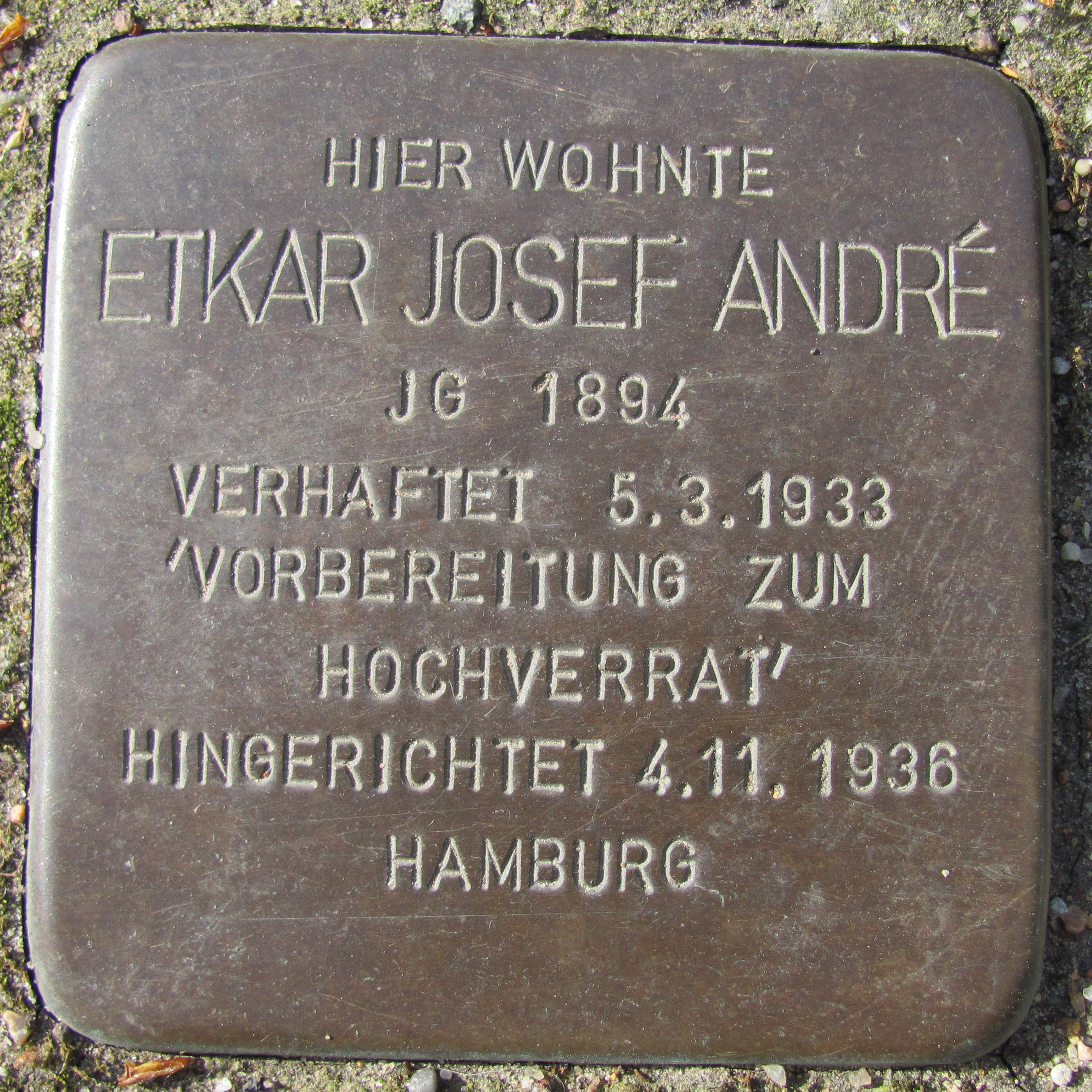
سنگ‌مزار ادگار آندره، سیاست‌مدار آلمانی - ۲۰۱۴

ادگار آندره (انگلیسی: Edgar André) - (زادهٔ ۱۷ ژانویهٔ ۱۸۹۴ - درگذشتهٔ ۴ نوامبر ۱۹۳۶) سیاست‌مدار اهل آلمان بود.